# Коминтерновское кладбище
Коминте́рновское кла́дбище — историко-мемориальное кладбище, расположенное в Коминтерновском районе города Воронежа.
Основано в 1932 году. На кладбище расположены захоронения советских солдат, участников боёв за город (1942—1943).

## Известные люди, похороненные на кладбище

### Герои России
- Буданцев, Виктор Александрович
- Исаев Олег Николаевич
- Ключников, Олег Михайлович
- Филипов, Роман Николаевич
- Шибилкин, Вячеслав Александрович

### Герои Советского Союза
- Акулов, Пётр Григорьевич
- Бевз, Николай Сидорович
- Беляев, Василий Александрович
- Брехов, Константин Владимирович
- Вобликов, Александр Иванович
- Генералов, Евгений Иванович
- Глебов, Георгий Ильич
- Гуляев, Николай Семёнович
- Деменков, Лаврентий Васильевич
- Добросоцких, Владимир Митрофанович
- Есипов, Пётр Васильевич
- Завадовский, Михаил Николаевич
- Зелепукин, Иван Григорьевич
- Ивушкин, Пётр Терентьевич
- Каплан, Лазарь Моисеевич
- Кияшко, Григорий Григорьевич,
- Константинова, Тамара Фёдоровна
- Костин, Василий Николаевич
- Крымов, Михаил Иванович
- Кузьменко Николай Иванович
- Кутовой, Андрей Фёдорович
- Лебедев, Дмитрий Ильич
- Левкин, Никанор Александрович
- Малышев Николай Иванович
- Мартусенко, Михаил Стефанович
- Масычев, Иван Анисимович
- Мочалов, Владимир Николаевич
- Новиков, Александр Алексеевич
- Омигов, Иван Фёдорович
- Онискевич, Григорий Демьянович
- Павлушкин, Николай Сазонович
- Пелипенко, Владимир Спиридонович
- Попов, Алексей Павлович
- Прибылов, Николай Анисимович
- Пузыркин, Яков Афанасьевич
- Рыжков, Валерий Сергеевич
- Сидякин, Василий Павлович
- Скрыльников, Павел Афанасьевич
- Скрынников, Степан Андреевич
- Соколов Василий Павлович
- Сорокин, Сергей Максимович
- Сугрин, Валентин Васильевич
- Суров, Александр Кузьмич
- Трусов, Иван Фёдорович
- Фалин, Дмитрий Константинович
- Чернышов, Сергей Иванович
- Черокманов, Филипп Михайлович
- Чижиков, Филипп Васильевич
- Шашлов, Яков Афанасьевич
- Шехирев, Борис Александрович

#### Полные кавалеры ордена Славы
- Григорьян, Григорий Аванесович

### Герои Социалистического Труда
- Богатырёв, Николай Григорьевич, работник ВШЗ
- Конопатов, Александр Дмитриевич
- Михайлов, Альберт Георгиевич
- Охремчик, Аркадий Васильевич, начальник ЮВЖД
- Савин, Сергей Николаевич
- Савченко, Андрей Трофимович, директор свеклосовхоза
- Севастьянов, Никифор Григорьевич, строитель
- Фурсов, Григорий Петрович, директор завода «Электросигнал», лауреат Сталинской премии третьей степени

### Военачальники
- Великолепов, Николай Николаевич, генерал-майор
- Верков, Иван Прокофьевич, генерал-майор
- Горбачёв, Иван Александрович, генерал-майор
- Игнатов, Пётр Максимович, генерал-майор артиллерии
- Кузнецов Владимир Степанович, генерал-лейтенант
- Кузнецов Виктор Иванович, генерал-лейтенант
- Панюхов, Василий Васильевич, генерал-майор
- Поленов, Виталий Сергеевич, генерал-лейтенант
- Попов, Матвей Тимофеевич, генерал-лейтенант
- Тимофеев, Григорий Тимофеевич, генерал-майор

### Политические деятели
- Воропаев, Алексей Макарович, председатель Воронежского облисполкома
- Голиусов, Анатолий Семёнович, председатель Воронежской областной думы, заслуженный работник транспорта Российской Федерации, начальник ЮВЖД
- Ковалёв, Александр Яковлевич, губернатор Воронежской  области
- Коротких, Михаил Григорьевич, доктор юридических наук, профессор, депутат Воронежского областного совета
- Котляр, Валентин Алексеевич, депутат Государственной думы РФ, заместитель губернатора Воронежской области
- Титов, Юрий Тимофеевич, государственный деятель, председатель Воронежской областной думы.

### Учёные
- Баев, Олег Яковлевич, доктор юридических наук, профессор кафедры криминалистики юридического факультета ВГУ, Заслуженный деятель науки РФ, академик РАЕН[1]
- Генкин, Лазарь Борисович, историк
- Дубянский, Александр Андреевич, геолог
- Загоровский, Павел Леонидович, психолог, литератор
- Земсков, Михаил Васильевич, микробиолог
- Козо-Полянский, Борис Михайлович, ботаник
- Краснер, Наум Яковлевич, математик-экономист
- Левитская, Мария Афанасьевна, физик
- Рапопорт, Лев Павлович, доктор физико-математических наук, профессор кафедры теоретической физики ВГУ, заслуженный деятель науки РФ
- Саликов, Вячеслав Алексеевич, инженер-авиастроитель, лауреат Государственной премии РФ
- Сент-Илер, Константин Карлович, зоолог
- Сыноров, Владимир Фёдорович,  физик
- Угай, Яков Александрович, химик, лауреат Государственной премии СССР
- Харин, Сергей Елеазарович, заслуженный деятель науки и техники РСФСР
- Эйтингон, Владимир Наумович, экономист

### Деятели культуры
- Абдулаев, Анатолий Гафарович, актёр и режиссёр Воронежского ТЮЗа
- Анчиполовский, Зиновий Яковлевич
- Березина, Людмила Викторовна, архитектор
- Бубнова, Ольга Владимировна, писательница
- Буримов, Василий Федотович, скульптор
- Валитова, Набиля Габдельхамидовна, советская танцовщица и балетмейстер, народная артистка РСФСР
- Вольховский, Валерий Абрамович
- Гладнев, Анатолий Иванович, народный артист РФ, лауреат премии «Золотая маска»
- Гончаров, Борис Андреевич, художник
- Гончаров, Юрий Данилович, писатель
- Данилевская, Розалия Григорьевна, заслуженная артистка РСФСР
- Дёгтев, Вячеслав Иванович, русский писатель, финалист национального конкурса «Бестселлер-2003».
- Дикунов, Иван Павлович, скульптор
- Добряков, Владимир Андреевич, детский писатель
- Дурова-Фаччиоли, Елена Робертовна, цирковая артистка, жена A. Л. Дурова
- Золотарёва, Юлия Фёдоровна, советская певица (сопрано), народная артистка РСФСР
- Иванов Анатолий Васильевич, народный артист РФ, лауреат Государственной премии РФ
- Каданцев, Сергей Михайлович, оперный певец (тенор), народный артист РФ
- Кочергов, Юрий Васильевич, народный артист РФ
- Кравцова, Людмила Александровна, народная артистка РФ
- Криворучко, Василий Павлович, художник
- Людмилин, Анатолий Алексеевич, народный артист РСФСР, лауреат двух Сталинских премий второй степени
- Мануковская, Римма Афанасьевна, народная артистка РСФСР
- Массалитинов, Константин Ираклиевич, народный артист СССР, лауреат Сталинской премии второй степени
- Мордасова, Мария Николаевна, народная артистка СССР, Герой Социалистического Труда
- Несмелова, Римма Валентиновна, заслуженная артистка РСФСР
- Папов, Сергей Иванович, народный артист СССР
- Пономарёв, Пётр Денисович, художник-этнограф
- Потанин, Валерий Викторович, театральный режиссёр, народный артист РФ
- Рощина, Вера Георгиевна, заслуженная артистка РСФСР
- Савостьянов, Алексей Владимирович, заслуженный артист РСФСР
- Сергиенко, Михаил Михайлович, писатель
- Сидоров, Игорь Александрович, журналист, главный редактор «Новой газеты в Воронеже»
- Топоев, Николай Самуилович, архитектор
- Троепольский, Гавриил Николаевич, писатель, лауреат Государственной премии СССР
- Успенская, Ксения Николаевна, художница
- Харчев, Георгий Васильевич, режиссёр
- Шубин, Алексей Иванович, писатель
- Ющенко, Валентин Тимофеевич, писатель

### Спортсмены
- Анцупов, Евгений Алексеевич, советский акробат, заслуженный тренер РСФСР
- Загоровский, Владимир Павлович, шахматист, чемпион мира по переписке
- Штукман, Юрий Эдуардович, советский гимнаст, заслуженный тренер СССР

### Врачи
- Алякритский, Вячеслав Васильевич,  патологоанатом
- Бала, Юрий Михайлович, терапевт
- Боброва, Нина Викториновна, хирург
- Булынин, Виктор Иванович, хирург
- Иценко, Николай Михайлович, всемирно известный невропатолог, описавший болезнь Иценко-Кушинга
- Одноралов, Николай Иванович, анатом
- Радушкевич, Валерий Павлович, хирург
- Русанов, Андрей Гаврилович, хирург, друг Л. Н. Толстого, депутат ВС СССР
- Сержанин, Андрей Иванович, хирург
- Ткачёв, Тихон Яковлевич, санитарный врач
- Фаустов, Анатолий Степанович, ректор ВГМИ имени Н. Н. Бурденко
- Фурменко, Иван Павлович, ректор ВГМИ имени Н. Н. Бурденко
- Штейнберг, Лев Давыдович, педиатр

### Прочие
- Гречаный, Роман Иванович, Герой Первой мировой войны
- Довгер, Валентина Константиновна, разведчица, соратница Н. И. Кузнецова
- Картавцева, Мария Игнатьевна, народный учитель СССР
- Латышев, Николай Петрович, ректор ВГУ, комиссар добровольческого полка
- Литвинов, Василий Васильевич, краевед, главный хранитель губернского музея
- Сафонов, Александр Николаевич (летчик), заслуженный лётчик-испытатель СССР
- Суровцев, Игорь Степанович, ректор ВГАСУ
- Ульянов, Николай Александрович, ректор ВИСИ, брат артиста М. А. Ульянова
- Бужинский, Борис Семёнович, гвардии майор, начальник штаба Воронежского гарнизона

## Фотогалерея
|                                  |                                                        | |
| Братская могила военных лётчиков | Братская могила подводников с АПЛ «Курск» и Комсомолец | Могила Р. И. Гречаного (1876—1957), старшего унтер-офицера 175-го пехотного Батуринского полка, героя Первой мировой войны |